# .bq
A .bq egy odaítélt, de használatba nem vett TLD, melynek használatára Bonaire, Sint Eustatius és Saba jogosult (a Karibi Hollandia szigetei), miután 2020. december 15-én az ISO 3166 Bizottság a BQ-t jelölte meg, mint a terület ISO 3166-1 alpha-2 kódját. Erre azután került sort, hogy 2020. október 10-én feloszlott a Holland Antillák, helyén pedig létrejött Karibi Hollandia, mint Hollandia része.
2010. december 15-én megváltozott Bonaire, Sint Eustatius és Saba ISO 3166-1 kódja, hogy összhangba legyen a TLD-vel.
korábban a Karibi Hollandia a Holland Antilláknak kiosztott .an kódot használta, melyet 2015. júliusban kivezettek. mivel a terület része Hollandiának, ezért a .nl tartományt is használhatják. 2015. júliustól lehet megfontolni az új tartománykód használatát, amennyiben azt a gazdasági számítások is észszerűsítik.
Azért a BQ-t osztották ki, mert a többi szóba jöhető tartománynév már korábban ki lett osztva.

## Lásd még
- .nl
- .an

## Külső hivatkozások
- IANA .bq whois information